# Portugiesische Basketballnationalmannschaft der Damen
Die portugiesische Basketballnationalmannschaft der Damen vertritt Portugal im internationalen Basketball und wird vom offiziellen Basketball-Verband Federação Portuguesa de Basquetebol organisiert.
Die erste Teilnahme an einem großen internationalen Turnier war die Europameisterschaft 2025, bei der mit einer Bilanz von 1:2 Siegen der 12. Platz erreicht wurde.

## Abschneiden bei internationalen Wettbewerben

### Olympische Spiele
| - keine Teilnahme |

### Weltmeisterschaften
| - keine Teilnahme |

### Europameisterschaften
| - 2025 – 12. Platz |

## Kader
Eine Übersicht des aktuellen Kaders – der Basketball-Europameisterschaft der Damen 2025 – findet sich beispielsweise auf der englischsprachigen Fassung dieses Artikels.